# Rosita Bouchot
Rosa Esther Gómez Bouchot (Cidade do México, 30 de agosto de 1951) é uma atriz mexicana.

## Trabalhos
Fez a segunda versão de Paty, no seriado Chaves, em dois episódios, e todos eram remakes. Em 2006 fez um episódio especial na série "Skimo" exibida pela Nickelodeon, assim como Maria Antonieta de las Nieves.
Ela também participou de Chapolin, fazendo o papel da escrava Artritis, num episódio chamado Cleópatra. Além destes trabalhos, ela trabalhou em telenovelas. Rosita Bouchot é solteira e tem uma filha.
Rosita tem sido uma atriz, roteirista e cantora. Os trabalhos dela são estes:

### Telenovelas
- La desalmada (2021 - 2022) - Chona
- Diseñando tu amor (2021) - Leoparda
- Médicos (2019) - Amélia Muñoz
- El Bienamado (2017) - Talita Pietro
- La tempestad (2013) - Lucrecia
- Mentir para vivir (2013) - Perla
- Amores verdaderos (2013) - Companheira de cela de Beatriz
- Triunfo del amor (2010-2011) - Dona Polly
- Destilando amor (2007) - Flavia
- Barrera de amor (2005) - Leticia
- Así son ellas (2002) - Chela
- La intrusa (2001) - Diretora Villalobos (#2)
- Carita de ángel (2000) - Pantaleona
- Tres mujeres 1999-2000)
- Por tu amor (1999) - Azucena
- Camila (1998) - Canalla
- Gotita de amor (1998) - Leôncia
- Sin ti (1997-1998) - Irene
- Acapulco, cuerpo y alma (1995-1996) - Dora
- Rosa salvaje (1987-1988) - La Tigresa
- Ave Fénix (1986)
- Quiéreme siempre (1981) - Juventina
- El milagro de vivir (1975)
- Barata de primavera (1975)

### Séries
- Como dice el dicho (2016) - Clarita
- La rosa de Guadalupe (2008) - Soledad
- Mujer casos de la vida real (2002-2006)

### Chespirito
- Chaves - Paty (2ª versão)
- Chapolin - Artritis